# Кляшторная, Анна Сергеевна
Анна Сергеевна Кляшторная (в девичестве — Назарова) (род. 3 февраля 1986,
Ленинград) — российская легкоатлетка, выступающая в прыжке в длину и в тройном прыжке, мастер спорта России международного класса.

## Спортивная биография
Первых профессиональных успехов добилась в 2004 году, когда приняла участие в чемпионате мира среди юниоров в прыжках в длину, где в квалификации заняла 10-е место с результатом 5,45 м.
В 2005 году стала чемпионкой России в помещении среди юниоров — 6,34 м, и выиграла бронзовую медаль не чемпионате Европы среди юниоров, показав результат 6,31 м.
В 2006 году выиграла первенство России среди молодёжи.
Тренером Анны Кляшторной долгое время был Валерий Моисеевич Метельский.
Выступления в 2007 году начались с 3-го места на Кубке Санкт-Петербурга по лёгкой атлетике, где в прыжках в длину показала результат 6,52 м. Спустя 2 недели, на чемпионате Санкт-Петербурга, Анна выступала в тройном прыжке — 13,80 м (1-е место) и в прыжках в длину — 6,52 м (2-е место).
Главная победа сезона пришла на чемпионате Европы среди молодёжи, в прыжках в длину показала результат 6,81 м.
Принимала участие в чемпионате Европы 2011 года в помещении — 9-е место в квалификации.
На летней Универсиаде 2011 года заняла 1-е место с результатом 6,72 м.
В июне 2012 года на Чемпионате Москвы Анна прыгнула на 7,11 м, всего сантиметр уступив лучшему результату сезона в мире установленному Бриттни Риз (США).
На олимпийских играх 2012 в Лондоне в финале заняла пятое место, но была дисквалифицирована после перепроверки проб в 2017 г. В пробе, взятой у Назаровой на Олимпиаде в Лондоне, обнаружен туринабол. Спортсменка дисквалифицирована на два года с даты временного отстранения — 17 мая 2017 года. Аннулированию подлежат результаты, показанные ей с 8 августа 2012 года по 31 августа 2014 год.
Её личным рекордом в прыжке в длину является 7,11 м (2012), в тройном прыжке — 13,34 м (2005).